# José de Sousa e Faro
José Dionísio Carneiro de Sousa e Faro GOC • GOA • GCA (São Tomé, Colónia de São Tomé e Príncipe, 10 de março de 1868 — Lisboa, 25 de junho de 1962) foi um administrador colonial português.

## Biografia
Exerceu o cargo de governador-geral da Colónia de Angola entre 1930 e 1931, tendo sido antecedido por Bento Esteves Roma e sucedido por Eduardo Ferreira Viana.

## Condecorações
Ordens honoríficas portuguesas: 
- Grande-Oficial da Ordem Militar de Avis (11 de Março de 1919)[4]
- Grã-Cruz da Ordem Militar de Avis (12 de Dezembro de 1930)[4]
- Grande-Oficial da Ordem Militar de Cristo (9 de Maio de 1934)[4]

Ordens honoríficas estrangeiras: 
- Grande-Oficial da Ordem da Estrela de Anjouan de França (9 de Janeiro de 1933)[5]
- Grã-Cruz da Ordem da Coroa da Bélgica (9 de Janeiro de 1933)[5]